# الغرين
الغرين (بالإنجليزية: Al Green )‏ (و. 1946  م) هو مغني، ومغن مؤلف، وملحن، وعازف جاز أمريكي، ولد في فورست سيتي، يستخدم آلات قيثارة.

## جوائز وترشيحات
حصل على جوائز منها:
- جائزة غرامي لإنجاز العمر (2002)
- جائزة جرامي لأفضل تعاون صوتي في مجال موسيقى البوب  [لغات أخرى]‏، عن عمل: Funny How Time Slips Away [الإنجليزية]‏ (1995)
- قاعة مشاهير موسيقى الإنجيل  [لغات أخرى]‏
- مركز كينيدي الثقافي.

ترشح لـ:
- جائزة توني عن فئة أفضل ممثل في مسرحية موسيقية  [لغات أخرى]‏ (1983).

## وصلات خارجية
- الغرين على موقع IMDb (الإنجليزية)
- الغرين على موقع الموسوعة البريطانية (الإنجليزية)
- الغرين على موقع ميوزك برينز (الإنجليزية)
- الغرين على موقع رولينغ ستون (الإنجليزية)
- الغرين على موقع قاعدة بيانات برودواي على الإنترنت (الإنجليزية)
- الغرين على موقع إن إن دي بي (الإنجليزية)
- الغرين على موقع أول ميوزيك (الإنجليزية)
- الغرين على موقع ديسكوغز (الإنجليزية)
- الغرين على موقع قاعدة بيانات الفيلم (الإنجليزية)

- الغرين في قاعدة بيانات الأفلام على الإنترنت